# 翡翠的香料師
《翡翠的香料師》為臺灣作家貓橘的作品，獲得2012年角川華文輕小說暨插畫大賞銀賞。

## 故事簡介
一對命運截然不同的雙胞胎姊妹，一人為預言出將來會成為偉大的鍊金術師，而另一人只會成為南瓜派師父。
而預言成為南瓜派師父的一人—妹妹莉芙為了遺逆預告，而向香料師拜師學藝。
成為香料師的莉芙，在香料店開業當天，接獲撤銷執照的通知，必須延期開業，同一時間，收到姐姐—娜芙的求救信。莉芙為了幫助姐姐而踏上旅程。在旅程的途中，救助一隻斷翼的神秘精靈，一同向著共同目標—首都出發。

## 登場人物
莉芙·迪西
17歲，雙胞胎姐妹的妹妹。銅環香料師，莎曼華·普丘的徒弟。
在滿一周歲時，身為王宮占星師的弟子的祖父曾為她占卜，其結果是『絕對正確的預言』，而莉芙的結果是「能成為很棒的南瓜派師父」
娜芙·迪西
17歲，雙胞胎姐妹的姐姐。銅環鍊金術師。法恩·佩羅狄斯的學生。
在滿一周歲時，身為王宮占星師的弟子的祖父曾為她占卜，結果是「能鍊出賢者之石，成為最偉大的鍊金術師」
席曼德·巴法洛·海茵斯（席恩）
19歲，海茵斯家次子。
蔻蘿碧
屬性不明的銀髮精靈，翅膀被人類所奪走。
艾爾·諾米伐特
18歲。銅環鍊金術師。丹·桂溫的學生。
莎曼華·普丘
莉芙的師父，行蹤飄邈。綽號銀紋的莎曼華
法恩·佩羅狄斯
銀環導師。
丹·桂溫
銀環導師。
克林諾·多普瑪·桂溫
王國導師兼財務大臣，金環。
庫倫·拉文達
克羅伊王國第一王子，即將18歲。
夏綠蒂
艾德薩王國的公主。庫倫王子的未婚妻。
法拉·隆許
香料公會的使者
瓦爾
海茵斯家的老管家。
海琳娜·錫丘
娜芙的同師同學。
塔西敏·巴法洛
鍊金學院的新入學學生，桂溫的門生。
圖書館的苦味精靈

## 用語
香料師
分為三大系統—調和系、精粹系及茶系。
香料琴
外表有點像鋼琴琴鍵，彈奏時以共振活化內部香料藉以讓食物更美味。
薰香袋
薰香罐
全大陸只有六位持有者。罐中儲藏精靈的魔法。
鍊金術師
賢者之石
誓戒
寇羅壁
創世女神
六味精靈
分別為甘、酸、苦、鹹、辛、鮮。
薰染
以香料模擬脈息，讓精靈現形的技術。

## 出版書籍
| 中文版標題   | ISBN（台/港）      | 初版發行      | ISBN（陸）             | 初版發行      |
| ------------ | ------------------ | ------------- | ---------------------- | ------------- |
| 翡翠的香料師 | ISBN 9789862877982 | 2012年7月28日 | ISBN 978-7-5356-5621-6 | 2012年9月20日 |

## 外部連結
- 2012角川華文輕小說暨插畫大賞 （页面存档备份，存于）